# Anneke Uittenbosch
Anna Maria Catharina (Anneke) Uittenbosch (Haarlem, 11 maart 1930 – Amsterdam, 25 september 2023) was een Nederlands klavecinist.

## Biografie
Uittenbosch was dochter van Maria Johanna Wolzak en bankemployé Martinus Uittenbosch, en werd geboren in het Diaconessenhuis in Haarlem. Ze was enige tijd getrouwd met Caspar Smiers, maar hertrouwde later met zanger Lieuwe Visser, met wie ze rond 1970 ook optrad. Het echtpaar woonde aan de Prins Hendriklaan te Amsterdam. Zoon Tido Visser is zanger en werkt als artistiek leider en directeur van het Nederlands Kamerkoor. 
Ze doorliep het Christelijk Lyceum in Haarlem en haalde in 1949 haar einddiploma gymnasium B. Haar basisopleiding piano kreeg ze van haar vader en vervolgens van Roel Riphagen aan de Muziekschool Haarlem (Maatschappij tot Bevordering der Toonkunst) onder Piet Vincent. In 1953, toen ze nog in opleiding was, trad ze op tijdens een concert met de Haarlemsche Orkest Vereniging onder leiding van Marinus Adam.
Vanaf 1955 volgde een studie aan het Conservatorium van Amsterdam, waar ze de eerste leerling was van Gustav Leonhardt; later werd ze zijn assistent. Ze werkte in Amsterdam (na een periode aan het Conservatorium van Maastricht) meer dan twintig jaar als (hoofdvak)docent. Onder haar leerlingen waren Dominique Citroen, Jacques Ogg en Remy Syrier. Ze trok op met collegae Ton Koopman en Bob van Asperen om vergeten repertoire voor het klavecimbel nieuw leven in te blazen. Samen zaten zij ook in jury's van concoursen voor klavecinisten. Daarnaast maakte ze deel uit van het ensemble L'Estro Armonico met Frans Vester en Veronika Hampe. In de jaren zeventig en tachtig maakte ze vele opnamen voor langspeelplaat.
Haar lievelingscomponist was Jan Pieterszoon Sweelinck. Ze nam diens Pavana lachrimae twee keer op; haar opname uit 1989 werd op haar uitvaart ten gehore gebracht. Uittenbosch overleed op 93-jarige leeftijd.
Volgens zoon Tido in 2023 was ze uitermate bescheiden en leed ze aan plankenkoorts. Ze was een beoefenaar van astrologie en wandelsport.